# Nephrotoma tzitzikamae
Nephrotoma tzitzikamae är en tvåvingeart som beskrevs av Alexander 1964. Nephrotoma tzitzikamae ingår i släktet Nephrotoma och familjen storharkrankar. Inga underarter finns listade i Catalogue of Life.